# 토끼자리 제타
토끼자리 제타는 토끼자리 방향으로 지구에서 약 70 광년 떨어진 곳에 있는, 백색 주계열성이다. 분광쌍성일 가능성이 제기되고 있지만 아직 검증되지는 않았다. 2001년 기준으로 이 별 주위에 소행성대가 형성되어 있음이 확인되었다.

## 항성계 구성원
토끼자리 제타는 백색 주계열성이며 분광형은 A2-3Vann이다. 질량은 태양의 약 2배이며 반경은 1.7배, 밝기는 15배 정도이다. 나이는 1억 살 정도로 매우 젊은 것으로 추측되나, 실제 나이는 5천만 ~ 5억 살 범위 내에 있을 수 있다. 이 별은 분광쌍성일 가능성이 있으나 반성은 아직 발견되지 않았다.

## 소행성대

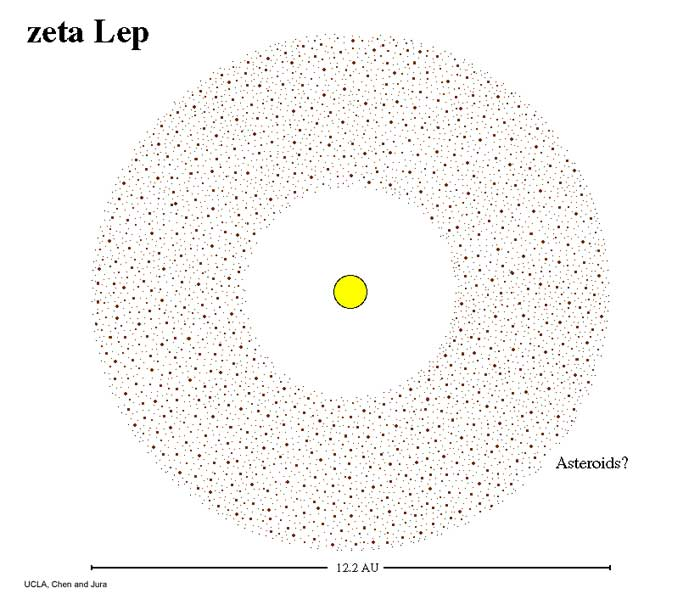
토끼자리 제타의 소행성대(1983년 관측 자료에 기반한 그림임).

1983년 전자기장 스펙트럼의 적외선 영역 복사를 통해 이 별 주위에 먼지 물질이 존재함을 알게 되었다. 먼지 물질 원반의 지름은 약 12.2 천문단위였다.
2001년까지 하와이 마우나케아 산 정상에 있는 켁 천문대에서 먼지 원반이 항성에서 떨어진 거리를 더 정확하게 측정했다. 원반은 항성에서 5.4 천문단위 영역 내에 펼쳐져 있는 것으로 조사됐다. 먼지 원반의 온도는 약 340 켈빈으로 측정되었는데, 이는 먼지 입자들이 가깝게는 항성에서 2.5 천문단위까지 근접해 있음을 보여주는 것이었다.
현재 이 먼지 띠는 태양계 밖 항성계에서 처음으로 발견된 소행성대로 인정받았다. 제타의 소행성대 물질들의 총 질량은 태양계 소행성대의 약 200배로 구체적 값은 4 × 1023 kg이다. (이는 달 질량의 절반이 넘는 값이다) 띠의 나이는 3 × 108년으로 측정되었다.

## 같이 보기
- 소행성대
- 먼지 원반: 먼지 원반을 갖고 있는 항성 목록.
- 베가: 밤하늘의 밝은 별들 중 먼지 원반을 갖고 있는 대표적인 항성.

## 참고 문헌
- Cote, J., 1987, "B and A type stars with unexpectedly large colour excesses at IRAS wavelengths", Astronomy and Astrophysics, vol. 181, no. 1.
- Aumann, H. H.; Probst, R. G, 1991, "Search for Vega-like nearby stars with 12 micron excess", Astrophysical Journal, vol. 368, Feb. 10.
- Chen, C. H.; Jura, M., 2001, "A Possible Massive Asteroid Belt around zeta Leporis", Astrophysical Journal, Volume 560, Issue 2.
- M. M. Moerchen, C. M. Telesco, C. Packham, T. J. J. Kehoe (2006). “Mid-infrared resolution of a 3 AU-radius debris disk around Zeta Leporis” (subscription required). 《Astrophysical Journal Letters》.